# Centris heithausi
Centris heithausi är en biart som beskrevs av Roy R. Snelling 1974. Centris heithausi ingår i släktet Centris och familjen långtungebin. Inga underarter finns listade.